# Марковски, Миле
Милан Венков Марковски (14 апреля 1939 г., София — 12 апреля 1975, София), известный как Миле Марковски — болгарский и македонский писатель.

## Биография
Родился в Софии в 1939 г., в семье известного поэта, коммуниста и антинацистского партизана Венко Марковского. Вместе с родителями в возрасте 5 лет бьл участником партизанского движения югославских партизан.

### В югославской Македонии
После окончания Второй мировой войны, вместе с семьёй остался жить в Скопье, столице вновь образованной Народной республики Македонии (в составе Югославии). Окончил факультет славянской филологии в университете Скопье. Кандидат в мастера спорта по шахматам, участвовал в чемпионатах Югославии. До 1968 г. жил в Скопье, работал в газете «Наш мир», был главным редактором в издательстве «Детская радость».

### В Болгарии
В результате давления со стороны югославской госбезопасности (УДБА) вынужден 3 июня 1968 г. эмигрировать в Болгарию, куда за несколько лет до того переехал его отец. В Болгарии работал заместителем главного редактора газеты «Септемврийче». Член Союза болгарских писателей. Среди его друзей были писатели Атанас Далчев, Георгий Константинов и другие.

## Творчество
Лауреат литературных наград за детский роман «Пясъчко», а также и за другие произведения. Участник публичных чтений по всей Болгарии. Был долгое время известен как автор комиксов «Весел Мечо» в детском журнале «Славейче».
Погиб в автомобильной катастрофе 12 апреля 1975 г. После его смерти остались супруга Александра и сыновья Игорь Марковски и Вени Марковски.

### Детские книги
- «Неделя следобяд» (Неделя после обеда, опубликована в Македонии)
- «Малко за Рамче» («Немножко о Рамче», Македония)
- «Рамче и слънцето» («Рамче и солнце», Болгария)
- «Пясъчко» (Болгария)
- «Град Приказка» («Город Сказка», Болгария)
- «Приказки от осмия ден» («Сказки восьмого дня», Болгария)
- «Гъба под чадър» («Грибы под зонтиком», Болгария)

### Книги для взрослых
- «Въздух с пенсия» («Воздух из пенсии», Болгария)
- «Непресъхнали кандила» (Болгария. Легенды. В предисловии к этой книге Атанас Далчев пишет: «Миле Марковски — поэт. Он не пишет и не рассказывает: фабула у него лишь чуть-чуть замечается. Он ВИДИТ».)
- «Твърдоглаво време» (Болгария)